# Josef von Maier
Josef von Maier, avstro-ogrski častnik, vojaški pilot in letalski as, * 1899, Pozsony, † 7. maj 1958.
Stotnik von Maier je v svoji vojaški službi dosegel 7 zračnih zmag.

## Življenjepis
Med prvo svetovno vojno je bil pripadnik Flik 55J.

## Odlikovanja
- red železne krone 3. razreda
- srebrna in bronasta vojaška zaslužna medalja
- viteški križec avstrijskega cesarskega reda Leopolda